# Vaccin Hib
Vaccinul împotriva Haemophilus influenzae de tip B este un vaccin folosit pentru a preveni infecția cu Haemophilus influenzae de tip b (Hib). În țările în care este inclus pe lista vaccinurilor de rutină⁠(d), rata de infecții grave
cu Hib a scăzut cu mai mult de 90%. Prin urmare, a avut ca și rezultat o scădere a ratei meningitei, pneumoniei și epiglotitei⁠(d).
Este recomandat de către Organizația Mondială a Sănătații dar și de Centrul pentru controlul și
prevenirea bolilor. Înaintea vârstei de șase luni, ar trebui administrate două sau trei doze. Prima doză este recomandată spre a fi administrată în jurul vârstei de șase săptămâni, cu pauză de patru săptămâni între doze. Dacă sunt folosite doar două doze, este recomandată administrarea unei alte doze, la o vârstă mai înaintată. Acesta se administrează prin injecție intramusculară⁠(d).
Efectele secundare severe nu sunt uzuale. Aproximativ 20-25% dintre oameni dezvoltă o durere în zona de injectare, în timp ce aproximativ 2% dezvolta febră. Nu există dovezi clare în legătură cu apariția unei reacții alergice severe. Vaccinul Hib este disponibil ca atare, în combinație cu vaccinul împotriva difteriei/tetanosului/tusei convulsive⁠(d) sau în combinație cu vaccinul împotriva hepatitei B, printre altele. Toate vaccinurile Hib utilizate în momentul de față sunt vaccinuri conjugate⁠(d).
O variantă inițială a vaccinului Hib a fost dezvoltată în 1977, variantă ulterior înlocuită cu o formulă mai eficientă în anii 1990. Începând din anul 2013, 184 de țări îl includ pe lista vaccinurilor de rutină. Se află pe lista medicamentelor esențiale a Organizației Mondiale a Sănătății a celor mai importante medicamente necesare într-un sistem de sănătate de bază.